# مدينة الرب (فلم)
مدينة الرب  (بالبرتغالية: Cidade de Deus) هو فيلم جريمة تم إنتاجه في البرازيل سنة 2002، وتم اصدراه عالميا في 2003. والفيلم من إخراج فرناندو ميريليس، وبطولة اليكساندر رودريغيز ولياندرو فيرمينو ودوغلاس سيلفا وأليس براغا. قصة الفيلم مأخوذة من رواية تحمل نفس الاسم أُصدرت عام 1997، وأحداثه مشابهة لأحداث حصلت في الواقع. دخل الفيلم في القائمة الطويلة للأفلام المترشحة لـ جائزة الأوسكار لأفضل فيلم بلغة أجنبية لعام 2003، وفي عام 2004 حصل على 4 ترشيحات لـ جائزة الأوسكار في فئة أفضل تصوير سينمائي وأفضل مخرج وأفضل مونتاج وجائزة الأوسكار لأفضل كتابة (سيناريو مقتبس).

## طاقم التمثيل
- اليكساندر رودريغيز في دور روكات
- أليس براغا في دور أنجيليكا
- لياندرو فيرمينو في دور ليل زي
- دوغلاس سيلفا في دور ليل ديس
- سو خورخي في دور كنوكآوت نيد

## القصة
قصة الفيلم مقتبسة عن قصة حقيقية تحكي عن ضاحية قامت الحكومة البرازيلية ببنائها لتكون مأوى لبعض الفقراء والمتشردين بعيداً عن ريو دي جانيرو أكبر مدن البرازيل و(سميت هذه الضاحية مدينة الرب) ويحكي كيف تطورت الحياة في هذه المنطقة حتى صارت أكبر البؤر الإجرامية في البرازيل وهذا أمر طبيعي في مثل هذه المناطق التي يتشابه وجودها في الكثير من مدن العالم، وفي صورة موازية يقوم الفيلم بسرد حياة المصور الصحفي أحد أبناء هذه المنطقة وعلى لسانه كما يقوم بسرد حياة بعض رؤساء العصابات منذ الطفولة حتى صعود نجمهم وفي النهاية الحرب الدائرة بينهم.

## الإصدار

### الميزانية والإيرادات
حقق الفيلم أرباحا تقدر بـ 30,641,770 دولار.

### ردود النقاد
تلقى الفيلم ردود فعل إيجابية من قبل النقاد فبحسب موقع الطماطم الفاسدة حصل على 90% من مجموع 156 مراجعة.كما وضعته مجلة إمباير في المركز 177 في قائمة أفضل 500 فيلم في التاريخ، كما اختارته أيضا مجلة التايم واحدا من أفضل 100 فيلم في التاريخ ، كما دخل الفيلم في قوائم كُبار النقاد في اختياراتهم لأفضل 10 أفلام لسنة 2003 وفيما يلي عرض لهذه الاختيارات:

#### أفضل 10 أفلام
اعتاد كُبار نقاد السينما على نشر قوائمهم لأفضل عشرة أفلام في كل سنة ، واحتل فيلم مدينة الرب ترتيبا في هذه القوائم لعام 2003
- الترتيب الثاني في صحيفة شيكاغو صن تايمز - الناقد (روجر إيبرت).
- الترتيب الثاني في صحيفة شارلوت أوبزرفر - الناقد (لورانس توبمان).
- الترتيب الثاني في صحيفة شيكاغو تريبيون - الناقد (مارك كارو).
- الترتيب الرابع في صحيفة نيويورك بوست - الناقد (جوناثان فورمان).
- الترتيب الرابع في مجلة التايم - الناقد (ريتشارد كورليس).
- الترتيب الخامس في صحيفة أوريجونيان - الناقد (شون ليفي).
- الترتيب السابع في صحيفة شيكاغو تريبيون - الناقد (مايكل ويلمنجتون).
- الترتيب العاشر في مجلة صحفيي هوليوود - الناقد (مايكل رشتشافن).
- الترتيب العاشر في صحيفة نيويورك بوست - الناقد (ميغان ليمان).
- الترتيب العاشر في صحيفة نيو يورك تايمز - الناقد (ستيفن هولدن).

### ترشيحات وجوائز
| السنة | الحدث                               | الفئة                       | النتيجة |
| ----- | ----------------------------------- | --------------------------- | ------- |
| 2004  | جائزة الأوسكار                      | أفضل مخرج                   | رُشِّح     |
| 2004  | جائزة الأوسكار                      | أفضل سيناريو مقتبس          | رُشِّح     |
| 2004  | جائزة الأوسكار                      | أفضل تصوير                  | رُشِّح     |
| 2004  | جائزة الأوسكار                      | أفضل مؤلف                   | رُشِّح     |
| 2004  | جائزة الجولدن جلوب                  | أفضل فيلم أجنبي             | رُشِّح     |
| 2004  | جوائز الأكاديمية البريطانية للأفلام | أفضل مؤلف                   | فوز     |
| 2004  | جوائز الأكاديمية البريطانية للأفلام | أفضل فيلم بلغة غير إنجليزية | رُشِّح     |

## وصلات خارجية
- الموقع الرسمي
- مقالات تستعمل روابط فنية بلا صلة مع ويكي بيانات